# Zyganisus caliginosus
Zyganisus caliginosus is een vlinder uit de familie van de Houtboorders (Cossidae). De wetenschappelijke naam van de soort is voor het eerst gepubliceerd in 1856 door Francis Walker.
De soort komt voor in Australië.